# De Volkskrant
de Volkskrant (da.: Folkets avis) er en landsdækkende hollandsk morgenavis. Den udkommer dagligt i et oplag på 326.000, hvilket gør den til landets tredjestørste dagblad.
Avisen blev grundlagt 2. oktober 1919 og har været et dagblad siden 1921. Oprindeligt var avisen romersk-katolsk og tæt forbundet til det katolske folkeparti (Katholieke Volksparti) og den katolske del af samfundet. I forbindelse med genetableringen i 1945 flyttede avisen sit hovedsæde fra Den Bosch til Amsterdam. Avisen blev venstreorienteret i 1960'erne, hvilket dog siden 1980 er nedtonet kraftigt.
de Volkskrant udgives af PCM Uitgevers N.V., som også udgiver aviserne NRC Handelsblad, Algemeen Dagblad og Trouw. Avisens redaktør er Pieter Broertjes.